# Лука Бресел
Лука Бресел (хол. Luca Brecel; 8. март 1995) белгијски је играч снукера. Са 14 година постао је најмлађи шампион на европском првенству до 19 година, а 2012. године се квалификовао у главни жреб Светског првенства са 17 година чиме је постао најмлађи играч којем је то пошло за руком. Прво финале на рангираним турнирима одиграо је 2016. године на Мастерсу Немачке 2016. када је у финалу изгубио од Мартина Гулда. Наредне године постао је први играч снукера из континенталне Европе који је освојио рангирани турнир освојивши Првенство Кине, у финалу је победио Шона Марфија. Дана 1. маја 2023. освојио је Светско првенство, а у финалу је побједио Марка Селбија резултатом 18:15. Први је играч снукера из континенталне Европе који је освојио Светско првенство.

## Успеси

### Рангирана финала: 7 (4 победе, 3 пораза)
| Исход     | Година | Турнир                          | Противник у финалу | Резултат |
| --------- | ------ | ------------------------------- | ------------------ | -------- |
| Финалиста | 2016   | German Masters                  | Мартин Гулд        | 5 : 9    |
| Победник  | 2017   | China Championship              | Шон Марфи          | 10 : 5   |
| Финалиста | 2021   | Првенство Уједињеног Краљевства | Џао Синтонг        | 5 : 10   |
| Победник  | 2021   |                                 | Џон Хигинс         | 9 : 5    |
| Победник  | 2022   |                                 | Лу Нинг            | 3 : 1    |
| Финалиста | 2022   |                                 | Марк Селби         | 6 : 9    |
| Победник  | 2023   | Светско првенство               | Марк Селби         | 18 : 15  |

### Нерангирана финала: 3 (2 победа, 1 пораз)
| Исход     | Година | Турнир                    | Противник у финалу | Резултат    |
| --------- | ------ | ------------------------- | ------------------ | ----------- |
| Победник  | 2010   | EPTC Event 2 Plate Trophy | Бари Пинчес        | 3 : 2       |
| Финалиста | 2016   | Snooker Shoot Out         | Робин Хал          | 0 : 1       |
| Победник  | 2020   | Championship League       | Бен Вуластон       | Групна фаза |